# Heaven (Boomdabash)
Heaven è un singolo del gruppo musicale italiano Boomdabash, pubblicato il 9 dicembre 2022 come secondo estratto dal sesto album in studio Venduti.

## Descrizione
Il brano ha visto la partecipazione degli Eiffel 65 e presenta un campionamento del singolo Too Much of Heaven di questi ultimi.

## Video musicale
Il video, diretto da Fabrizio Conte, è stato reso disponibile il 14 dicembre 2022 attraverso il canale YouTube del gruppo.

## Tracce
Testi e musiche di Alessandro Merli, Fabio Clemente, Jacopo Èttorre, Maurizio Lobina. Gianfranco Randone e Massimo Gabutti.
1. Heaven – 2:48

## Classifiche
| Classifica (2023) | Posizione massima |
| ----------------- | ----------------- |
| Italia            | 31                |